# Calahorra de Boedo
Calahorra de Boedo es un municipio y localidad española de la comarca de Boedo-Ojeda de la provincia de Palencia, comunidad autónoma de Castilla y León
Es una de las localidades del Camino de Santiago del Norte: Ruta del Besaya.

## Historia

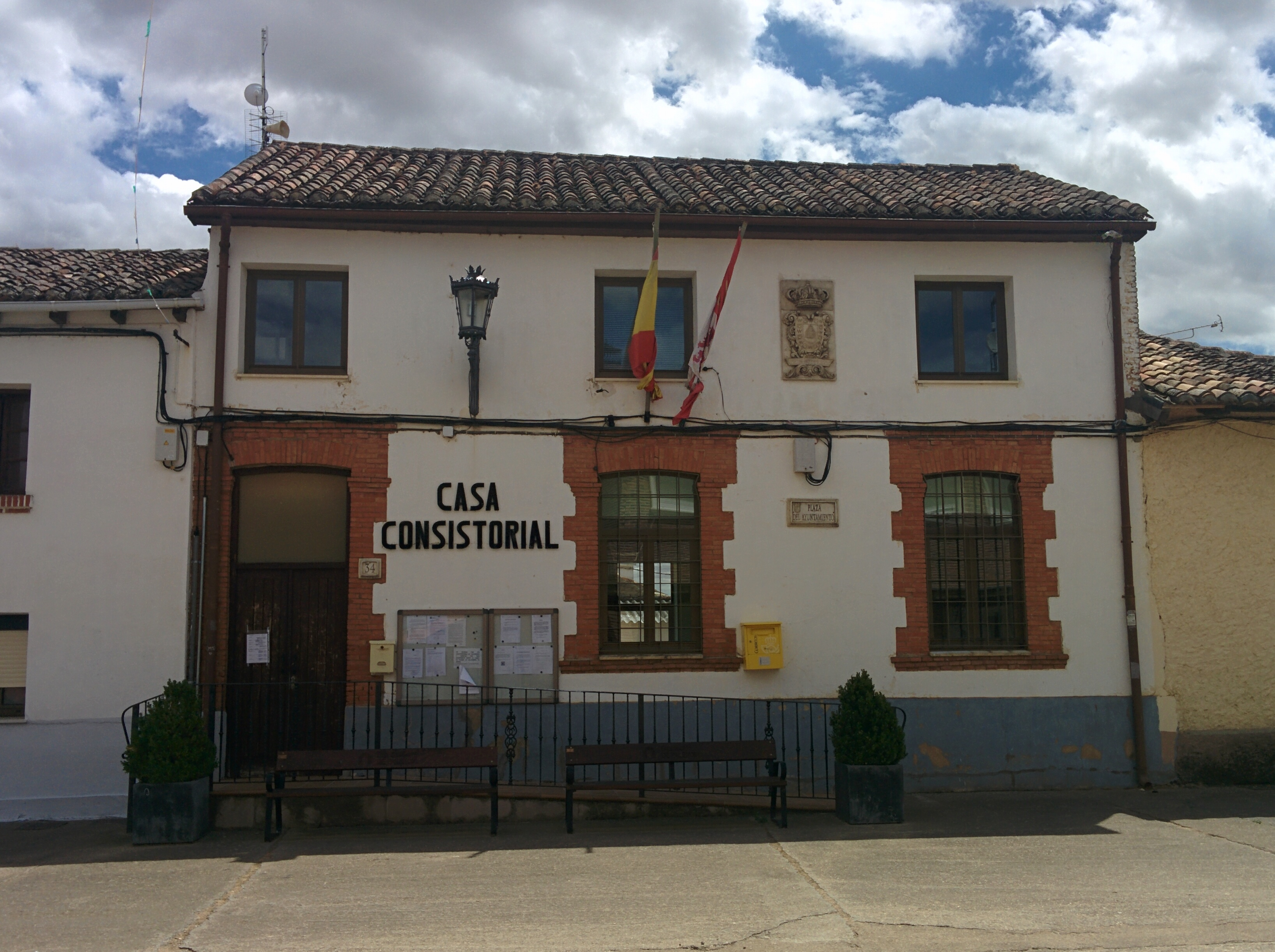
Casa consistorial

### Toponimia
El topónimo Calahorra proviene sin duda del árabe Calagurra en sentido de 'castillo libre', ya que el hombre horro era libre, o torre exenta, no unida a otras edificaciones. Estos serían los casos de los diferentes Calahorra, de Córdoba y Granada. Para Calahorra (La Rioja) el origen de la palabra ha sido ampliamente debatido, habiendo estudios y registros que hablan desde un origen en el antiguo romano, celta, hasta el euskera arcaico entre otros.

### Edad Antigua
Cerca de Calahorra se encontraron en su día diversos materiales arqueológicos prerromanos, así como una villa de época romana en la zona conocida como Zarratuna.

### Repoblación y Edad Media
Esta zona sería repoblada en el siglo IX para sufrir algún retraso con las campañas de Almanzor. 
En el pago próximo a la iglesia, conocido como "El Torrejón" se ubicó el emplazamiento de un punto fuerte, en forma de pequeña elevación de apenas siete metros de altura, de forma cónica y unos sesenta metros de diámetro. A lo largo de los años las tareas agrícolas han ido rebajándolo hasta poco más de un metro actual. Esta pequeña mota disponía a su vez de un foso que se ha ido cegando del mismo modo hasta convertirlo en poco más que una reguera. Al parecer, pudo disponer de acceso junto a la Iglesia y a mediados del siglo XIX, Madoz afirma que aún se conservaban restos del castillo, que pertenecía al señorío de Frías al decir que "se ven vestigios de edificios antiguos, entre ellos los de un fuerte". Testimonios locales, aseguran que este término ha sido cultivado toda la vida pero que antes era mucho más alto y con un foso todo alrededor mucho más marcado. También afirman que Eugenio Fontaneda realizó una prospección en la zona, recogiendo cerámica en superficie y haciendo varias catas, apareciendo en una de ella restos de una escalera que descendía bajo tierra, siendo tapado posteriormente por un obrero con el cultivo de la finca. La cerámica recogida respondía a diversas tipologías, siendo ya muy tardía, toda ella medieval y de diversas calidades y color.
También se encontraron restos medievales en el pago de San Pedro, al norte del caserío, donde pudo existir un despoblado. 
Ya en el siglo XII, Nuño Pérez de Lara influía en la política de Calahorra y sus pueblos cercanos (como en Villanuño de Valdavia o Arenillas de Nuño Pérez), para más adelante potenciarse la villa bajo la fortaleza de Herrera de Pisuerga e integrarse con ella en Castilla durante el reinado de Sancho III. 
En el siglo XIV, Calahorra pertenecía al arciprestazgo de Herrera y su iglesia estaba dedicada a Santa María. Era entonces lugar de behetría de García Duque y sus señores naturales eran los de Lara, Quesada y Estrada.

### Edad Moderna
A finales del siglo XVI, Calahorra tenía 62 vecinos pecheros (que pagaban pechos o impuestos) y una población de 318 habitantes. Más adelante, a finales del siglo XVIII, Calahorra pertenecía al Duque de Frías y contaba por entonces con 58 vecinos, unos 175 habitantes. Pagaban impuestos al citado Duque de Frías, al Señor de Cembrero, al convento de Toledo, etc., poseía un hospital de pobres, había ocho jornaleros y dos pobres de solemnidad.

## Geografía humana

### Demografía
Cuenta con una población de 83 habitantes (INE 2024).
| Gráfica de evolución demográfica de Calahorra de Boedo entre 1842 y 2021                                              |
| |
| Población de derecho según los censos de población del INE. Población de hecho según los censos de población del INE. |

| 1900 | 1910 | 1920 | 1930 | 1940 | 1950 | 1960 | 1970 | 1981 | 1991 |
| 347  | 358  | 323  | 362  | 355  | 391  | 348  | 240  | 163  | 161  |

## Patrimonio
- Iglesia de Nuestra Señora de las Candelas: Obra de mampostería y ladrillo de ineludible origen románico, como atestiguan tanto su enorme ábside redondeado sobre el que se construyó posteriormente un cuerpo poligonal, de 5 segmentos, más tardío, como su celebrada pila bautismal, una de las mejores de España, que cuenta con una iconografía románica excelente.

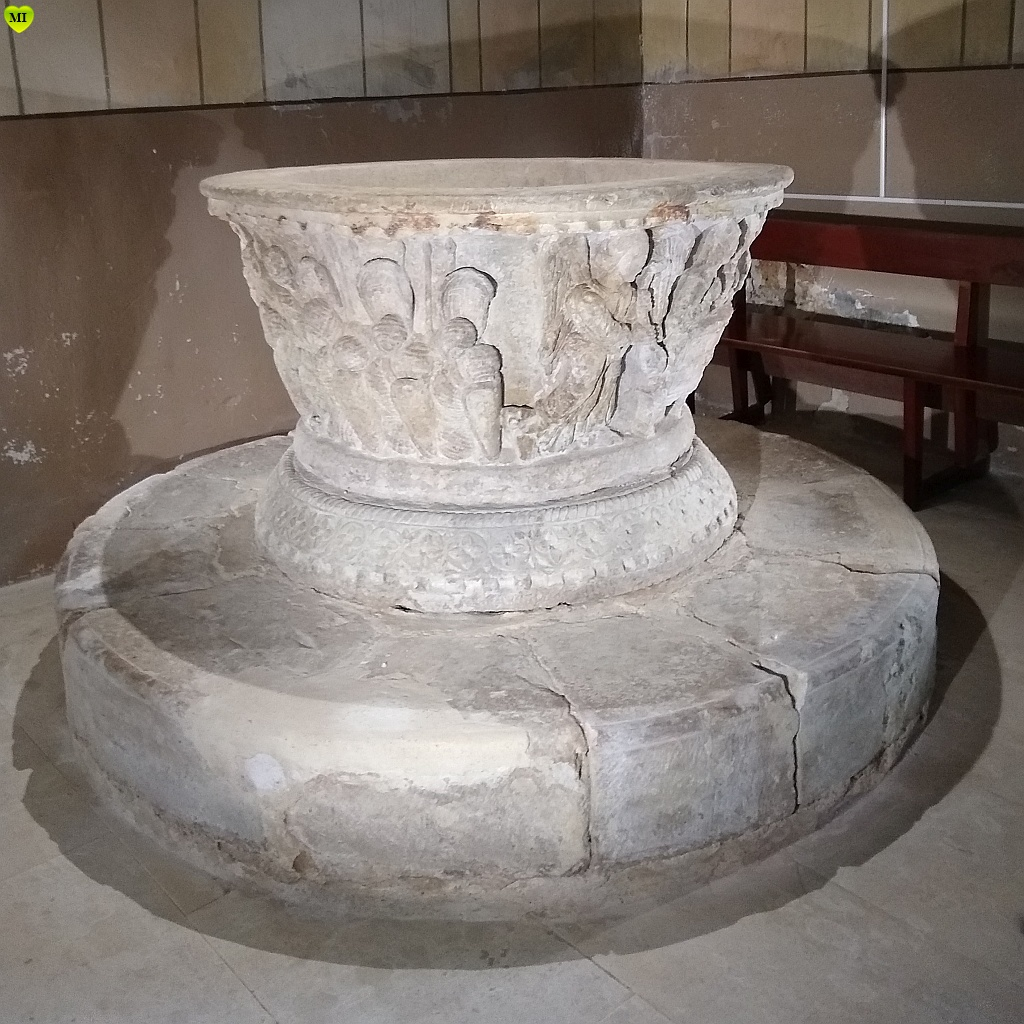
Pila bautismal

En su interior destacan además el retablo neoclásico en el presbiterio; en el lado de la Epístola destaca un Cristo Crucificado del siglo XVII y en el del Evangelio, otro retablo neoclásico con pintura de las Ánimas.

### Personas destacadas
- Ainhoa Campo Franco Futbolista, Federación Española de Fútbol "sub 19".